# Epiphone Wilshire

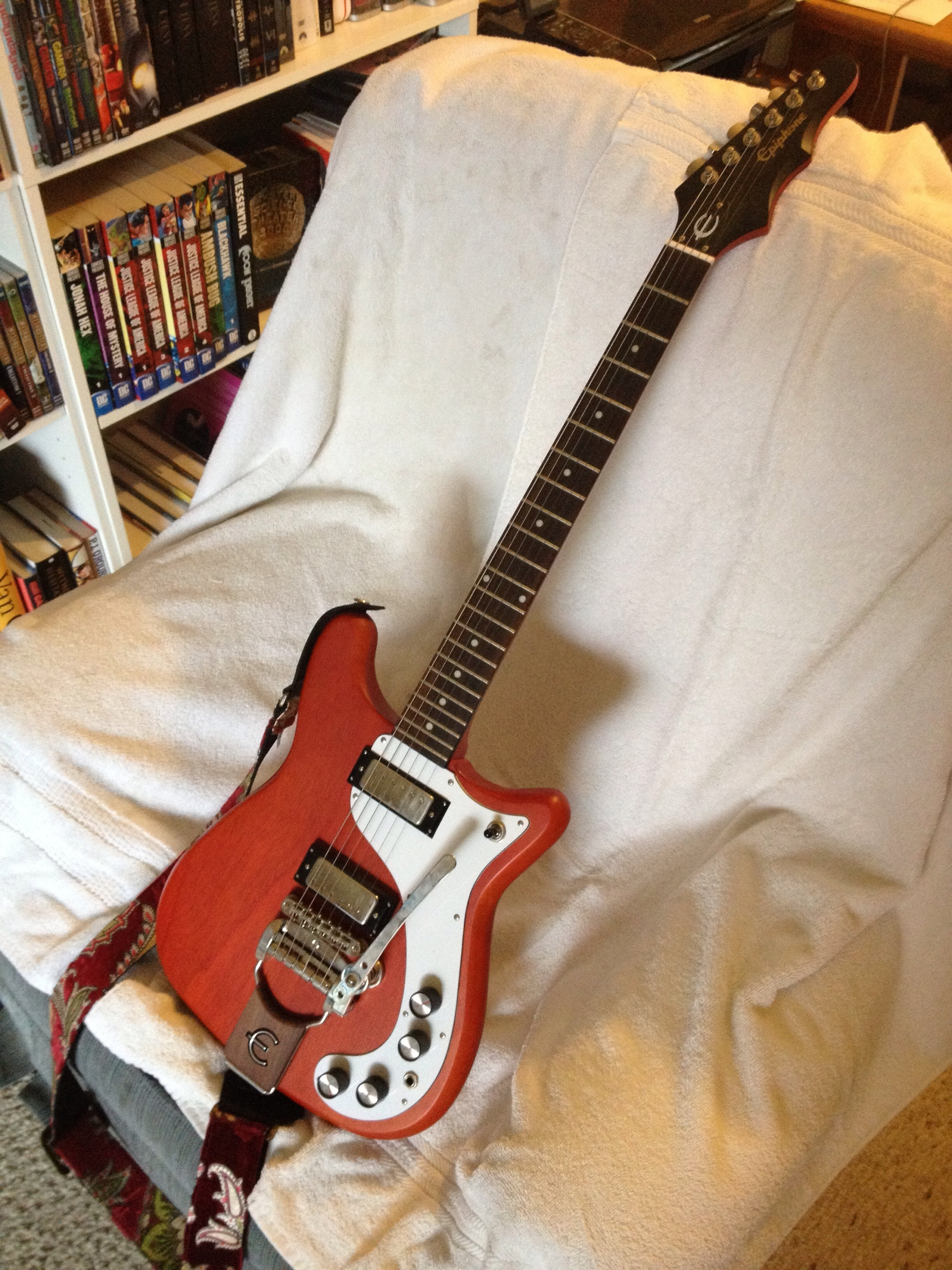
2011 Epiphone '66 Wilshire

La Epiphone Wilshire es una guitarra eléctrica fabricada por Epiphone, principalmente entre 1959 y 1970. Estaba posicionada entre la Crestwood, de superiores características, y la Coronet, de inferiores características. Entre 1982 y 1985, la Wilshire fue relanzada en dos versiones, la Wilshire II y la Wilshire III. Volvió a ser fabricada otra vez desde 2009, y permanece en el catálogo de Epiphone.

## Historia
La Wilshire fue presentada como una guitarra de cuerpo sólido con doble cutaway simétrico, con cuerpo de bordes cuadrados y dos cápsulas P-90. Para el modelo del año 1963, la guitarra tuvo cambios sustanciales hacia una forma asimétrica con bordes redondeados y dos cápsulas mini-humbucker de alnico. Esta configuración permanecería largamente por el resto de sus años de producción. La Wilshire fue reeditada entre 1982 y 1985 como la Wilshire II y la Wilshire III. Aquella tenía dos cápsulas mini-humbucker y esta, tres. Epiphone nuevamente reeditó la Wilshire desde el año 2009, y se presentaron varios modelos: la '66 Worn de edición limitada (con o sin «tremotone» —trémolo—) y la '62 USA. En 2011, Epiphone lanzó la Wilshire signature del guitarrista Frank Iero, la Phant-o-Matic.